# Phyllophorinae
Phyllophorinae es una subfamilia de insectos ortópteros de la familia Tettigoniidae. Se encuentra en África y Oriente Próximo.

## Géneros
Según Orthoptera Species File (28 mars 2010):
- Hyperhomala Serville, 1831
- Microsasima de Jong, 1972
- Parasasima Willemse, 1955
- Phyllophora Thunberg, 1815
- Phyllophorella Karny, 1924
- Phyllophorina Karny, 1924
- Sasima Bolívar, 1903
- Sasimella Karny, 1924
- Sasimoides Karny, 1924
- Siliquofera Bolívar, 1903
- Siliquoferella Karny, 1924
- Strongyloderus Westwood, 1834